# EA 플레이
EA 플레이(EA Play, 구 명칭: EA Access 및 Origin Access)는 일렉트로닉 아츠의 엑스박스 원, 엑스박스 시리즈 X/S, 플레이스테이션 4, 플레이스테이션 5 및 마이크로소프트 윈도우 플랫폼을 위한 구독 기반 비디오 게임 서비스로, 일렉트로닉 아츠에서 발행한 일부 게임에 추가 인센티브와 함께 접근할 수 있도록 제공한다.
EA 플레이는 출시 당시 엑스박 원용 마이크로소프트와 플레이스테이션 4용 소니 모두에게 제안되었지만, 소니는 고객에게 가치를 제공하지 않는다고 판단하여 초기에는 참여를 거부했다. EA 플레이는 2014년 8월 11일 엑스박 원에 처음 출시되었고, 2019년 7월 24일에 플레이스테이션 4에 출시되었으며, 2020년 8월 31일에 스팀에 출시되었다. EA 플레이는 엑스박스 게임 패스 얼티밋 및 PC 버전에도 추가 비용 없이 번들로 제공된다.

## 개요
EA 플레이 멤버십은 1개월 또는 12개월 단위로 구매할 수 있다. 멤버는 멤버십이 활성화된 동안 "더 볼트(The Vault)"라고 불리는 EA가 발행한 엄선된 게임의 전체 버전에 무제한으로 접근할 수 있다. 멤버십이 중단되면 게임을 더 이상 플레이할 수 없지만, 모든 진행 상황과 게임 저장은 유지된다. 멤버는 또한 EA 플레이에서 이용 가능한 게임과 다른 EA 게임 및 DLC를 할인된 가격으로 구매할 수 있다. EA 플레이는 유료 Xbox Live 멤버십을 요구하지 않지만, Access 사용 가능 게임에 포함된 멀티플레이어 기능을 사용하려면 골드 레벨 멤버십이 필요하다.
게임은 EA의 재량에 따라 "더 플레이 리스트"(이전에는 "더 볼트"로 알려짐)에 추가된다. 예를 들어, 소매 출시 후 특정 기간이 지나면 Access에서 타이틀을 사용할 수 있게 된다. 서비스 약관에 따라 EA는 30일 전에 통지하고 타이틀을 제거할 수 있지만, EA는 초기에는 게임이 나중에 제거되지 않을 것이라고 약속했다. 그러나 EA는 2017년 7월 20일, 해당 타이틀의 온라인 지원 종료 결정으로 인해 FIFA 14가 2017년 10월 18일에 제거될 것이라고 발표했다. 게임은 제거 날짜 이전에 설치한 사용자에게는 오프라인 모드에서 계속 플레이할 수 있지만, 해당 날짜 이후 콘솔에서 게임이 제거되면 다시 설치할 수 없다. EA는 FIFA 14의 제거를 "해당 타이틀에만 해당하는 독특한 상황"이며 EA 플레이의 미래 계획을 나타내는 것이 아니라고 설명했다. 2018년 4월 26일, Rory McIlroy PGA Tour도 2018년 5월 22일 엑스박스 스토어에서 게임이 목록에서 제거됨에 따라 제거될 것이라고 처음 발표되었지만, 2021년 5월 현재 게임은 서비스에서 계속 이용 가능하며 플레이할 수 있다. 2020년-2021년에는 많은 타사 게임이 제거되었고, 2021년 4월에는 EA가 오래된 EA 스포츠 게임을 서비스에서 제거하기 시작했다.
구독자는 "Pro" 구독 등급을 제외하고는 일부 타이틀을 8시간 동안만 플레이할 수 있다. EA는 이러한 사전 출시 버전이 전통적인 데모라기보다는 기능이 완전하지만 시간 제한이 있는 버전이며, 콘텐츠의 정확한 범위는 게임마다 다르다고 설명했다. 이러한 제한된 버전에서 얻은 모든 진행 상황은 정식 소매 버전으로 이월된다.
EA 파트너스 및 EA 오리지널스 레이블로 출시된 게임은 초기에는 EA 플레이 혜택 대상이 아니었다. 그러나 타이탄폴은 2015년 6월 E3 2015 프로모션의 일환으로 Vault에 추가되었으며, 이 프로모션은 모든 엑스박스 원 소유자를 위한 무료 평가판도 제공했다. 타이탄폴 2도 2017년 7월에 추가되었다. 그러나 웨이 아웃, 로켓 아레나 및 Sea of Solitude와 같은 EA 오리지널스 타이틀은 서비스에 추가되었다. 또한, 다가오는 EA 오리지널스 타이틀인 Knockout City가 2021년 5월 21일 출시일에 서비스(구독 등급에 관계없이)에서 제공될 것이라고 발표되었다.
EA 플레이 구독자는 다양한 제한된 기간 동안 Vault에 있는 게임의 다운로드 가능 콘텐츠를 무료로 받을 수 있다. 예를 들어 배틀필드 4의 Naval Strike 및 Second Assault DLC가 있다. 무료 기간 동안 제공되는 무료 DLC를 다운로드한 구독자는 구독 상태와 관계없이 이를 계속 소유할 수 있다. 2016년 5월 3일, 배틀필드 4 및 배틀필드: 하드라인의 프리미엄 액세스가 한정 기간 동안 무료로 제공되어 구독자가 두 게임의 출시된 모든 확장팩을 무료로 다운로드할 수 있게 되었다. 배틀필드 4 프리미엄 콘텐츠는 활성 구독 상태에서만 액세스할 수 있지만, 구독자는 구독 상태와 관계없이 하드라인 프리미엄 기능을 유지할 수 있었다. 스타워즈 배틀프론트의 시즌 패스는 2017년 7월 7일에 구독자에게 무료로 제공되었다.

## 역사
2016년 2월 29일, EA 플레이는 엑스박스 원의 하위 호환 기능을 통해 엑스박스 360 타이틀을 포함하도록 확장되었으며, 오리지널 플랜츠 vs. 좀비부터 시작되었다. 3월 31일에는 (공식 발표 없이) 데드 스페이스가 추가되었다. 2018년 1월 17일, 2006년 엑스박스용으로 출시된 블랙이 Vault에 추가되었다.
EA는 2019년 10월에 카탈로그를 스팀으로 다시 가져오는 것과 함께, 엑스박스와 플레이스테이션 버전과 유사한 라이브러리를 가진 EA 플레이 버전을 스팀 사용자용으로 출시할 것이라고 발표했다. 이러한 게임의 첫 번째 세트는 2020년 6월에 스팀에 추가되었다.
2020년 8월 31일 스팀에 EA 플레이가 출시되기 전에, EA는 2020년 8월 18일부터 컴퓨터와 콘솔 모두에서 EA 플레이와 Origin Access를 EA 플레이로 리브랜딩한다고 발표했다. 이전의 기본 EA 플레이 및 Origin Access Basic 구독 등급은 EA 플레이로 취급되며, Origin Access Premier는 EA 플레이 Pro가 될 예정이었다. 서비스나 가격에는 다른 변경 사항이 계획되지 않았다. 스팀의 EA 플레이와 오리진의 EA 플레이는 별도의 구독이며, 후자는 가격이 동일함에도 불구하고 훨씬 더 많은 게임 라이브러리를 가지고 있다.
EA는 마이크로소프트와 파트너십을 맺어 엑스박스 게임 패스 구독자들이 추가 비용 없이 기본 EA 플레이 서비스에 접근할 수 있도록 했다. 이는 엑스박스 게임 패스 얼티밋 및 PC용 게임 패스에 포함된다. 엑스박스 사용자는 엑스박스 시리즈 X/S 출시와 동시에 2020년 11월 10일에 이 기능에 접근할 수 있게 되었으며, 윈도우즈 출시는 원래 날짜인 2020년 12월 15일에서 2021년 3월 18일로 연기되었다.
EA는 EA 플레이 및 EA 플레이 프로를 지원하기 위해 개인용 컴퓨터용 Origin 클라이언트를 새로운 EA 앱으로 대체할 계획을 발표했다. EA 앱의 베타는 2020년 9월에 출시되었다. EA 앱은 엑스박스 게임 패스를 통해 EA 플레이에 접속하는 데 필요하다.

## 출시 및 평가
EA 플레이는 2014년 7월 29일 엑스박스 원에서만 베타 형태로 첫 선을 보였고, 2014년 8월 11일 공식 출시되었다. 일렉트로닉 아츠는 소니와 마이크로소프트 모두에게 이 서비스를 제안했지만, 소니는 플레이스테이션 4 콘솔에 이 서비스를 제공하는 것을 거절했다. 오리진 액세스라는 유사한 버전이 2016년 1월 12일 PC에서 출시되었다.
새 게임과 중고 게임을 모두 판매하는 비디오 게임 소매업체인 게임스탑의 주가는 일렉트로닉 아츠의 발표 이후 5% 이상 하락했다. 플레이스테이션 나우가 처음 발표되었을 때도 비슷한 주가 하락이 있었고, 이후 주가는 회복되었다. 게임스탑은 EA 플레이 멤버십을 판매하는 소매업체 중 하나가 될 것이다.

## 로고 역사

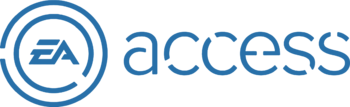
2014–2016
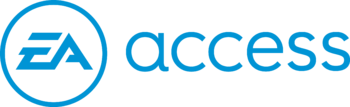
2016–2020
2020–현재

## 같이 보기
- 엑스박스 게임 패스
- 플레이스테이션 나우
- GameClub
- 유비소프트+
- 닌텐도 스위치 온라인